# 1964-es magyar birkózóbajnokság
Az 1964-es magyar birkózóbajnokság az ötvenhetedik magyar bajnokság volt. A kötöttfogású bajnokságot április 4. és 5. között, a szabadfogású bajnokságot pedig április 11. és 12. között rendezték meg, mindkettőt Budapesten, a Nemzeti Sportcsarnokban.

## Eredmények

### Férfi kötöttfogás
| Versenyszám  | Arany                             | Arany | Ezüst                          | Ezüst | Bronz                            | Bronz |
| ------------ | --------------------------------- | ----- | ------------------------------ | ----- | -------------------------------- | ----- |
| Lepkesúly    | Alker Imre Ferencvárosi TC        |       | Kupcsik Lajos Diósgyőri VTK    |       | –                                |       |
| Légsúly      | Varga János Bp. Honvéd            |       | Gonda Viktor Diósgyőri VTK     |       | Czinege Imre Bp. Spartacus       |       |
| Pehelysúly   | Komóczi Gábor Dunaújvárosi Kohász |       | Gubik Rezső Vasas SC           |       | Baracsi Imre Csepel SC           |       |
| Könnyűsúly   | Polyák Imre Újpesti Dózsa         |       | Ivanovics Iván Szolnoki MÁV    |       | Steer Antal BVSC                 |       |
| Váltósúly    | Rizmajer Antal Ferencvárosi TC    |       | Rizmajer György Honvéd ETI     |       | Urbanovics Miklós Honvéd ETI     |       |
| Középsúly    | Hollósi Géza Bp. Honvéd           |       | Kovács János Debreceni VSC     |       | Kiss Barnabás Ferencvárosi TC    |       |
| Félnehézsúly | Csatári József Kinizsi Húsos      |       | Botond Imre Orosházi Spartacus |       | Kiss Ferenc Ganz-MÁVAG VSE       |       |
| Nehézsúly    | Kozma István Vasas SC             |       | Höhn József Szegedi VSE        |       | Nyers László Dunaújvárosi Kohász |       |

### Férfi szabadfogás
| Versenyszám  | Arany                            | Arany | Ezüst                             | Ezüst | Bronz                            | Bronz |
| ------------ | -------------------------------- | ----- | --------------------------------- | ----- | -------------------------------- | ----- |
| Lepkesúly    | Radics József Orosházi Spartacus |       | Alker Imre Ferencvárosi TC        |       | Kupcsik Lajos Diósgyőri VTK      |       |
| Légsúly      | Varga János Bp. Honvéd           |       | Gonda Viktor Diósgyőri VTK        |       | Járja István MTK                 |       |
| Pehelysúly   | Kellermann József Bp. Honvéd     |       | Komóczi Gábor Dunaújvárosi Kohász |       | Bíró Imre Győri Vasas ETO        |       |
| Könnyűsúly   | Tóth Lajos Csepel SC             |       | Trázsi István Ferencvárosi TC     |       | Wágner Kálmán Vasas SC           |       |
| Váltósúly    | Bajkó Károly Csepel Autó VSE     |       | Urbanovics Miklós Honvéd ETI      |       | Zsibrita János Bp. Spartacus     |       |
| Középsúly    | Hollósi Géza Bp. Honvéd          |       | Kovács János Debreceni VSC        |       | Giczy Jenő Ferencvárosi TC       |       |
| Félnehézsúly | Vigh Imre Székesfehérvári Vasas  |       | Csatári József Kinizsi Húsos      |       | Botond Imre Orosházi Spartacus   |       |
| Nehézsúly    | Reznák János Ceglédi VSE         |       | Szabó Lajos Debreceni VSC         |       | Nyers László Dunaújvárosi Kohász |       |